# 양주초등학교
양주초등학교는 대한민국 경상남도 양산시에 있는 초등학교이다.

## 연혁
- 1987.09.01 개교(양산국민학교에서 분리 : 12학급)
- 1993.11.02 도지정시범학교 운영보고회(교과전담제)
- 1996.10.30 도지정시범학교 운영보고회(교육방송)
- 2005.12.09 교육부지정연구학교 운영보고회(사회복지사활용)
- 2008.03.01 송림관(다목적 강당) 신축
- 2009.12.24 2009 학교평가 최우수학교 교육과학기술부장관상 수상
- 2010.11.04 도지정시범학교 운영보고회(통계교육)
- 2014.03.01 제11대 안정옥 교장 취임
- 2015.02.16 제27회 졸업(80명 졸업 / 누계 5,238명)